# Київський університет права НАН України
Ки́ївський університе́т пра́ва НАН Украї́ни — вищий навчальний заклад України IV рівня акредитації, створений у 1995 році на базі Інституту держави і права імені Корецького. Єдиний ВНЗ України, підпорядкований Національній академії наук України, входить до Відділення історії, філософії та права НАН України. Знаходиться у Києві, має відокремлені структурні підрозділи у Рівному та Ужгороді.

## Структурні підрозділи КУП НАН України
- Відділ міжнародних зв'язків та грантів
- Юридична клініка «Фенікс»
- Центр інформаційних технологій
- Центр конкуренційного права
- Центр політологічних, гуманітарних та прикладних досліджень
- Науково-навчальна бібліотека
- Культурно-розважальний центр
- Відділення дистанційної освіти
- Науково-дослідна лабораторія з права біоетики та медичного права
- Рівненський інститут
- Ужгородський інститут
- Бухгалтерія
- Відділ кадрів
- Юридичний відділ
- Господарський відділ
- Канцелярія
- Архів

У складі університету діє 9 кафедр:
- Конституційного та адміністративного права — в.о. завідувача кандидат юридичних наук Штефан С. М.;
- Теорії та історії держави і права — в.о. завідувача кандидат юридичних наук, доцент Дідич Т. О.;
- Цивільного і трудового права — завідувач кандидат юридичних наук, доцент Мацегорін О. І.;
- Кримінального права та процесу — завідувач кандидат юридичних наук, доцент Тростюк З. А.;
- Міжнародного права та порівняльного правознавства — завідувач доктор юридичних наук, професор, член-кореспондент Національної Академії правових наук України, академік УАПН Денисов В. Н.;
- Гуманітарних дисциплін — завідувач доктор історичних наук, доцент Потєхін О. В.;
- Господарського права та процесу — завідувач кандидат юридичних наук, Юшина С. І.;
- Іноземних мов — завідувач кандидат філологічних наук, доцент Крепель В. І.;
- Сектор фізичного виховання та спорту — завідувач кандидат педагогічних наук, доцент Козленко О. М.

## Почесні доктори та професори КУП НАН України
За рішенням Вченої ради університету, Почесне звання «Почесний доктор Київського університету права Національної академії наук України» присвоєно:
- Георгію Барамідзе, віцепрем'єр-міністру Грузії — державному міністру Грузії з питань європейської та євроатлантичної інтеграції (Грузія);
- Дурдинцю Василю Васильовичу, раднику Міністерства внутрішніх справ України, екс-Прем'єр-міністру України, Заслуженому юристу України;
- Вільяму Батлеру, доктору права, професору Пенсільванського університету (США);
- Герберту Шамбеку, професору, відомому політичному діячеві, експрезиденту Австрійського Парламенту (Австрія);
- Богуславу Банашаку, директору Інституту конституційного права Вроцлавського університету, Раднику Омбудсмана Республіки Польща;
- професору Петерфалві Аттілі Андрашу, Омбудсмену Угорського Парламенту з питань захисту даних і свободи інформації;
- Кармазіну Юрію Анатолійовичу, народному депутату України, Заслуженому юристу України, Почесному працівнику прокуратури України;
- Сєдих Юрію Івановичу [Архівовано 11 Липня 2021 у Wayback Machine.], президенту товариства «Україна-Болгарія», доктору філософії, професору, члену Національної спілки журналістів України;
- Скурбаті Алану Зелему, професору, раднику представництва ООН в Україні по правам людини;
- Бабкіну Володимиру Дмитровичу, доктору юридичних наук, професору, провідному науковому співробітнику Інституту держави і права ім. В. М. Корецького НАН України;
- Семчику Віталію Івановичу, доктору юридичних наук, професору, член-кореспонденту НАН України, головному науковому співробітнику Інституту держави і права ім. В. М. Корецького НАН України;
- Мурашину Геннадію Олександровичу, кандидату юридичних наук, провідному науковому співробітнику Інституту держави і права ім. В. М. Корецького НАН України.

За рішенням Вченої ради університету, Почесне звання «Почесний професор Київського університету права Національної академії наук України» присвоєно: Оніщуку Миколі Васильовичу, Міністру юстиції України (2007—2010 рр.), доктору юридичних наук.

## Підготовче відділення
Відділення профорієнтаційної роботи та довузівської підготовки
Відділення профорієнтаційної роботи та довузівської підготовки є структурним підрозділом Київського університету права Національної академії наук України.
Головне завдання відділення — забезпечення конкурсного відбору для навчання в університеті найбільш підготовлених випускників загальноосвітніх навчальних закладів та якісна підготовка слухачів платних підготовчих курсів до проходження зовнішнього незалежного оцінювання навчальних досягнень у формі тестування. Навчання на підготовчих курсах допомагає майбутнім абітурієнтам поповнити, систематизувати і упорядкувати знання із загальноосвітніх предметів та вирішити завжди важке питання вибору майбутньої професії.
Відділення профорієнтаційної роботи та довузівської підготовки пропонує учням 11 класів та випускникам минулих років
спеціалізовані підготовчі курси — навчання протягом семи місяців (прийом документів з 01 вересня, початок занять з 01 листопада) та інтенсивні підготовчі курси — навчання протягом одного місяця (прийом документів з 01 лютого, початок занять у міру комплектування групи)
Форми навчання — денна та заочно-дистаційна
Навчання на віддленні проводиться з предметів, які Правилами прийому до КУП НАН України визначені як конкурсні у Сертифікаті Українського центру оцінювання якості освіти.
Навчання на відділенні профорієнтаційної роботи та довузівської підготовки здійснюється на умовах контракту.
Випускники відділення мають право на першочергове зарахування до університету.

## Нагороди та рейтинги
- У жовтні 2024 року, Державна служба якості освіти, як центральний орган виконавчої влади України, що реалізує державну політику у сфері освіти, зокрема з питань забезпечення якості освіти, оприлюднив оновлений рейтинг університетів, які мають високий ступінь ризику. До переліку університетів з високим ступенем ризику увійшов, зокрема, й Київський університет права НАН України[1][2][3].